# Lars Ivar Skårset
Lars Ivar Skårset (* 5. Januar 1998 in Lillehammer) ist ein norwegischer Nordischer Kombinierer.

## Werdegang

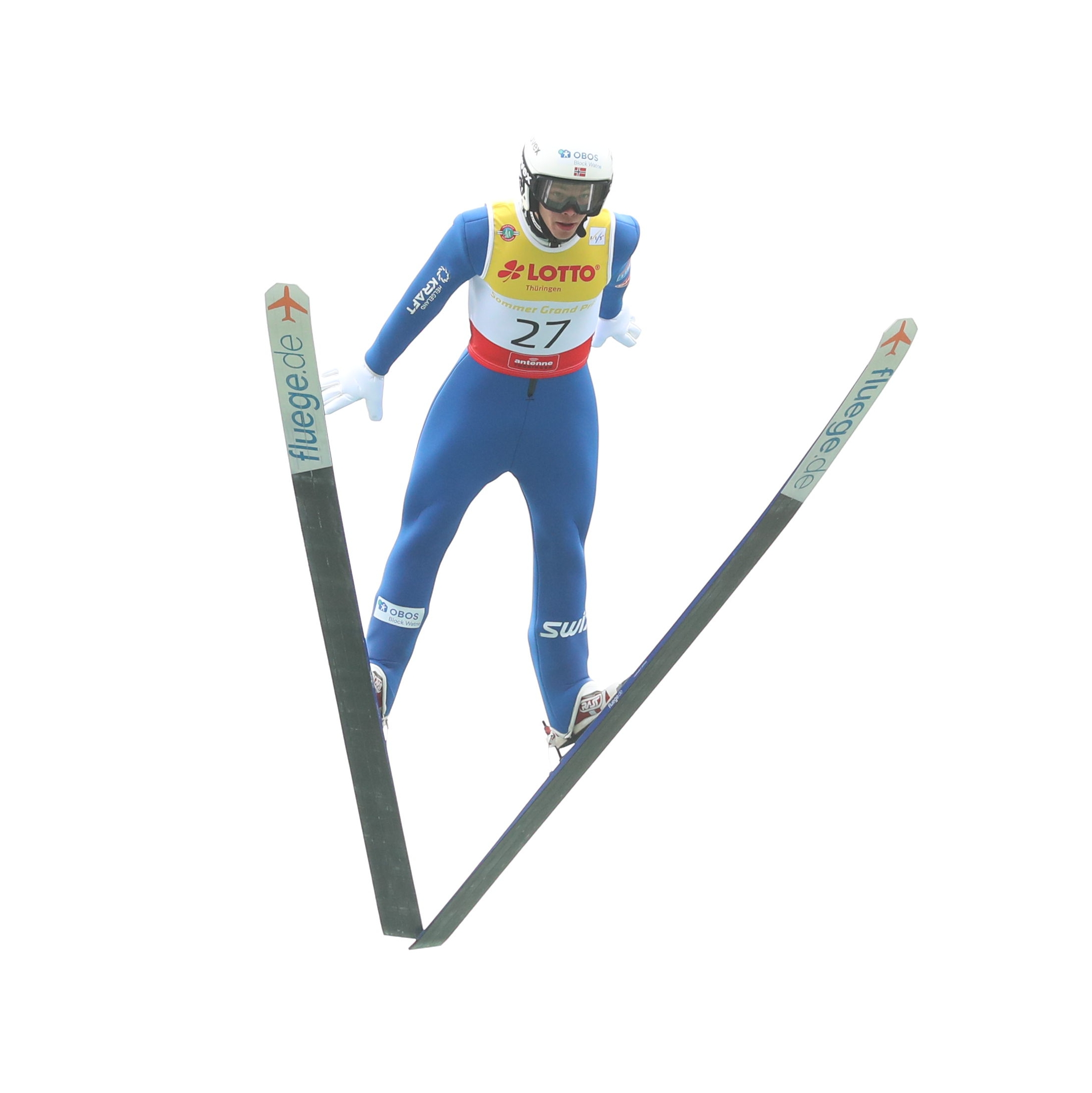
Skårset beim Sommer Grand Prix 2021 in Oberhof

Skårset, der für Søre ÅL IL startet, gab sein internationales Debüt beim Europäischen Olympischen Winter-Jugendfestival 2015 in Tschagguns, wo er beim Einzelwettkampf in der Gundersen-Methode den neunten Rang belegte. Rund ein Jahr später nahm er an den Nordischen Junioren-Skiweltmeisterschaften 2016 im rumänischen Râșnov teil. Dort belegte er im Sprint den 30. Platz sowie im Einzel über 10 km den zwölften Rang. Im Teamwettbewerb erreichte er gemeinsam mit Petter Løset Skodjereite, Leif Torbjørn Næsvold und Einar Lurås Oftebro den fünften Rang.
Bei seinem Continental-Cup-Debüt in Høydalsmo im Januar 2017 gewann Skårset mit dem Erreichen es elften Platzes seine ersten Continental-Cup-Punkte. Bei den Junioren-Skiweltmeisterschaften 2017 im US-amerikanischen Soldier Hollow erzielte er im Sprint den achten Rang. 
In der Saison 2017/18 nahm Skårset zunächst vorrangig an Wettbewerben des nationalen Norges Cup teil. Im Januar 2018 startete er erstmals in diesem Winter im Continental Cup, an dessen Wettbewerben er nun regelmäßig antrat. Am 26. Januar 2019 erreichte Skårset in Planica zum ersten Mal das Podest und musste sich dabei nur seinem Landsmann Leif Torbjørn Næsvold geschlagen geben. Wenige Tage später wurde er daher für den Nationalkader nominiert, sodass er in Klingenthal im Weltcup debütierte und sich als 22. auf Anhieb in den Punkterängen platzierte. Dennoch wurde er nach dem Wochenende wieder in den zweitklassigen Continental Cup zurückgestuft, wo er nach weiteren guten Ergebnissen den achten Platz in der Gesamtwertung einnahm.
Ende Januar 2020 gewann Skårset im heimischen Rena sein erstes Rennen im Continental Cup. Nach weiteren starken Ergebnissen empfahl er sich für das Weltcup-Team, in das er über die nationale Gruppe Ende Februar 2020 in Trondheim berufen wurde. Auch auf höchstem Niveau zeigte sich Skårset in guter Form und behielt so in den folgenden Wochen seinen Kaderplatz. Nachdem er sich bereits in Trondheim in den Top 20 platzieren konnte, erreichte er zum Saisonabschluss in Oslo mit dem dreizehnten Rang sein bis dato bestes Weltcup-Ergebnis. Im Gesamtweltcup belegte er Platz 33.
Im Grand Prix 2021, der höchsten Wettkampfserie im Sommer, nahm Skårset an allen fünf Wettbewerben teil und wurde schließlich Neunter in der Gesamtwertung.

## Erfolge

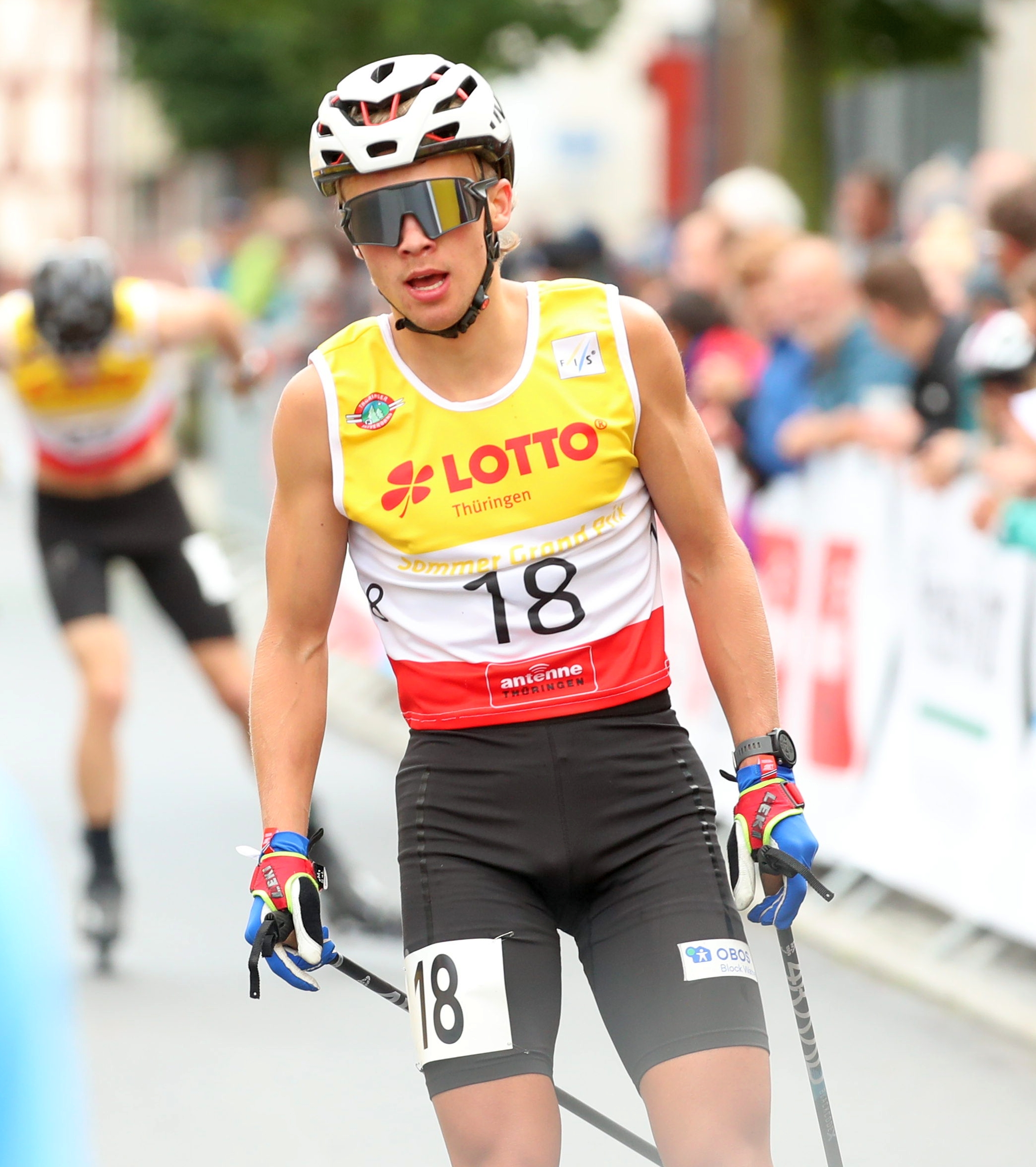
Skårset beim Sommer Grand Prix 2021 in Oberhof und Steinbach-Hallenberg

### Continental-Cup-Siege im Einzel
| Nr. | Datum            | Ort         | Disziplin               |
| --- | ---------------- | ----------- | ----------------------- |
| 1.  | 26. Januar 2020  | Rena        | Gundersen Normalschanze |
| 2.  | 1. Februar 2020  | Planica     | Gundersen Großschanze   |
| 3.  | 2. Februar 2020  | Planica     | Gundersen Großschanze   |
| 4.  | 13. Februar 2022 | Lillehammer | Gundersen Normalschanze |

## Statistik

### Weltcup-Platzierungen
| Saison  | Platz | Punkte |
| ------- | ----- | ------ |
| 2018/19 | 56.   | 018    |
| 2019/20 | 33.   | 053    |
| 2021/22 | 36.   | 062    |

### Grand-Prix-Platzierungen
| Saison | Platz | Punkte |
| ------ | ----- | ------ |
| 2021   | 09.   | 114    |

### Continental-Cup-Platzierungen
| Saison  | Platz | Punkte |
| ------- | ----- | ------ |
| 2016/17 | 57.   | 047    |
| 2017/18 | 65.   | 041    |
| 2018/19 | 08.   | 359    |
| 2019/20 | 03.   | 692    |
| 2020/21 | 02.   | 452    |